# Lijst van gemeenten in Tekirdağ
Onderstaande lijst bevat alle gemeenten (2000) in de Turkse provincie Tekirdağ.
| District       | Gemeente         |
| -------------- | ---------------- |
| Çerkezköy      | Çerkezköy        |
| Çerkezköy      | Kapaklı          |
| Çerkezköy      | Karaağaç         |
| Çerkezköy      | Kızılpınar       |
| Çerkezköy      | Veliköy          |
| Çorlu          | Çorlu            |
| Çorlu          | Marmaracık       |
| Çorlu          | Misinli          |
| Çorlu          | Ulaş             |
| Çorlu          | Velimeşe         |
| Çorlu          | Yenice           |
| Hayrabolu      | Çerkezmüsellim   |
| Hayrabolu      | Hayrabolu        |
| Hayrabolu      | Şalgamlı         |
| Malkara        | Balabancık       |
| Malkara        | Kozyörük         |
| Malkara        | Malkara          |
| Malkara        | Sağlamtaş        |
| Marmara Ereğli | Marmara Ereğlisi |
| Marmara Ereğli | Sultanköy        |
| Marmara Ereğli | Yeniçiftlik      |
| Muratlı        | Muratlı          |
| Saray          | Beyazköy         |
| Saray          | Büyükyoncalı     |
| Saray          | Saray            |
| Şarköy         | Hoşköy           |
| Şarköy         | Mürefte          |
| Şarköy         | Şarköy           |
| Tekirdağ       | Banarlı          |
| Tekirdağ       | Barbaros         |
| Tekirdağ       | Karacakılavuz    |
| Tekirdağ       | Kumbağ           |
| Tekirdağ       | Tekirdağ         |